# Glaucidium peruanum
Mocho-pigmeu-peruano ou mochinho-do-pacífico (Glaucidium peruanum) é uma espécie de ave da família Strigidae. Pode ser encontrada no Chile, Equador e Peru.